# Barton Hartshorn
Barton Hartshorn – wieś w Anglii, w hrabstwie Buckinghamshire, w dystrykcie (unitary authority) Buckinghamshire. Leży 84 km na północny zachód od centrum Londynu. W 2001 miejscowość liczyła 79 mieszkańców.